# Niezabitów-Kolonia
Niezabitów-Kolonia – kolonia w Polsce położona w województwie lubelskim, w powiecie opolskim, w gminie Poniatowa.
| SIMC    | Nazwa    | Rodzaj    |
| ------- | -------- | --------- |
| 1023227 | Nogawica | część wsi |

W latach 1975–1998 miejscowość administracyjnie należała do ówczesnego województwa lubelskiego.
Wieś stanowi sołectwo w gminie Poniatowa. Według Narodowego Spisu Powszechnego z roku 2011 wieś liczyła 205 mieszkańców.
Wierni Kościoła rzymskokatolickiego należą do parafii św. Wojciecha w Wąwolnicy.